# Carmen du Sautoy
Carmen du Sautoy, född 26 februari 1950 i London, är en brittisk skådespelerska.

## Rollista i urval
- 1974 – Mannen med den gyllene pistolen
- 1976 – Arvingarna (TV-serie)
- 1983 – Schack matt (TV-serie)
- 1984 – The Sweet Scent of Death
- 1988 – Bergerac (TV-serie)
- 1988 – It couldn't happen here
- 1996 – Absolutely Fabulous (TV-serie)
- 1997 – Highlander (TV-serie)
- 1998 – Tillbaka till Aidensfield (TV-serie)
- 2002 – Morden i Midsomer (TV-serie)
- 2006 – The Worst Week of My Life (TV-serie)